# 杜國璋
杜國璋（Funky Tu），台湾化妝師、音樂人、導演，曾執導周杰倫歌曲《聽爸爸的話》及《一點點》MV。

## 長期合作藝人
- 周杰倫－化妝師
- S.H.E－化妝師

## MV演出
- 《葉惠美》（2003年）在《三年二班》中飾演教練。
- 《七里香》（2004年）在《擱淺》中飾演黑幫老大。
- 《11月的蕭邦》（2005年）在《四面楚歌》裡面飾演大哥。
- 《依然范特西》（2006年）在《千里之外》飾演戲院老闆。
- 《依然范特西》（2006年）在《本草綱目》中飾演大夫。
- 《我很忙》（2007年）在《牛仔很忙》中飾演Jay左邊的大鬍子牛仔。
- 《我很忙》（2007年）在《陽光宅男》中飾演經紀人。
- 《我很忙》（2007年）在《最長的電影》中飾演生意人。
- 《魔座》（2008年）在《魔術先生》中飾演魔術師。
- 《魔座》（2008年）在《流浪詩人》中彈吉他彈出。
- 《魔座》（2008年）在《稻香》中飾演拉牛車的人。
- 《跨時代》（2010年）在《雨下一整晚》中飾演賣手鐲的老闆。
- 《驚嘆號》（2011年）在《迷魂曲》中飾演珠寶商人。
- 《12新作》（2012年）在《比較大的大提琴》中飾演跳舞商人。
- 《12新作》（2012年）在《夢想啟動》中飾演郎朗的化妝師。
- 《哎呦，不錯哦》（2014年）在《我要夏天》中飾演一名女生（反串角色）。
- 《哎呦，不錯哦》（2014年）在《手寫的從前》中飾演一名掃地工人。
- 《最偉大的作品》 （2022年）在《最偉大的作品》中飾演華裔法國籍畫家常玉。

## 電影
- 《不能說的·秘密》（2007年） 飾演：大勇

## 電視劇
- 《熊貓人》（2010年） 飾演：潘家的管家－老杜

## 電視節目

### 主持
- 《Mr. J頻道》（2010年）
- 《周遊記》（2020年）

### 嘉賓出演
- 《哈林國民學校》（2007年6月25日）
- 《康熙來了》（2008年10月23日）
- 《王牌大明星》（2010年5月5日）
- 《SS小燕之夜》（2011年9月28日）
- 《SS小燕之夜》（2011年11月22日）
- 《康熙來了》（2011年11月28日）

## MV導演
- 《哎呦，不錯哦》（2014年）在《聽爸爸的話》MV 執導導演。
- 《周杰倫的床邊故事》（2016年）在《一點點》MV 執導導演。

## 外部連結
- 杜國璋ADo的新浪微博